# Ingrid Martinsová
Ingrid Martinsová (celým jménem Ingrid Gamarra Martins, * 22. srpna 1996 Rio de Janeiro) je brazilská profesionální tenistka. Ve své dosavadní kariéře na okruhu WTA Tour vyhrála dva turnaje ve čtyřhře. V sérii WTA 125 vybojovala dvě deblové trofeje. V rámci okruhu ITF získala čtyři tituly ve dvouhře a jedenáct ve čtyřhře.
Na žebříčku WTA byla ve dvouhře nejvýše klasifikována v lednu 2022 na 448. místě a ve čtyřhře v listopadu 2023 na 47. místě.
V brazilském týmu Billie Jean King Cupu debutovala v roce 2023 listopadovou světovou baráží proti Jižní Koreji, v níž s Luisou Stefaniovou vyhrála čtyřhru. Brazilky zvítězily 4–0 na zápasy. Do listopadu 2024 v soutěži nastoupila k jedinému mezistátnímu utkání s bilancí 0–0 ve dvouhře a 1–0 ve čtyřhře.
V roce 2019 absolvovala Kolej inženýrství a výpočetní techniky kolumbijské Jihokarolínské univerzity v oboru integrované informační technologie. S univerzitním tenisovým týmem Gamecocks (Bojových kohoutů) vyhrála roku 2019 Jihovýchodní konferenci, v níž byla vyhlášena nejužitečnějším hráčem a tenistou roku.

## Tenisová kariéra
Na okruhu WTA Tour debutovala únorovou čtyřhrou Rio Open 2015, do níž obdržela s krajankou Carolinou Alvesovou divokou kartu. V prvním kole podlehly bulharsko-tchajwanskému páru Elica Kostovová a Sü Ťie-jü. Do druhého turnaje na túře WTA nastoupila, a první zápasy vyhrála, na antukovém Grand Prix SAR La Princesse Lalla Meryem 2022 v Rabatu. Deblovou soutěž odehrála s Britkou Emily Webleyovou-Smithovou. Přes Anastasiji Dețiucovou a Janu Sizikovovou prošly do semifinále, v němž je vyřadily druhé nasazené Niculescuová s Panovovou.

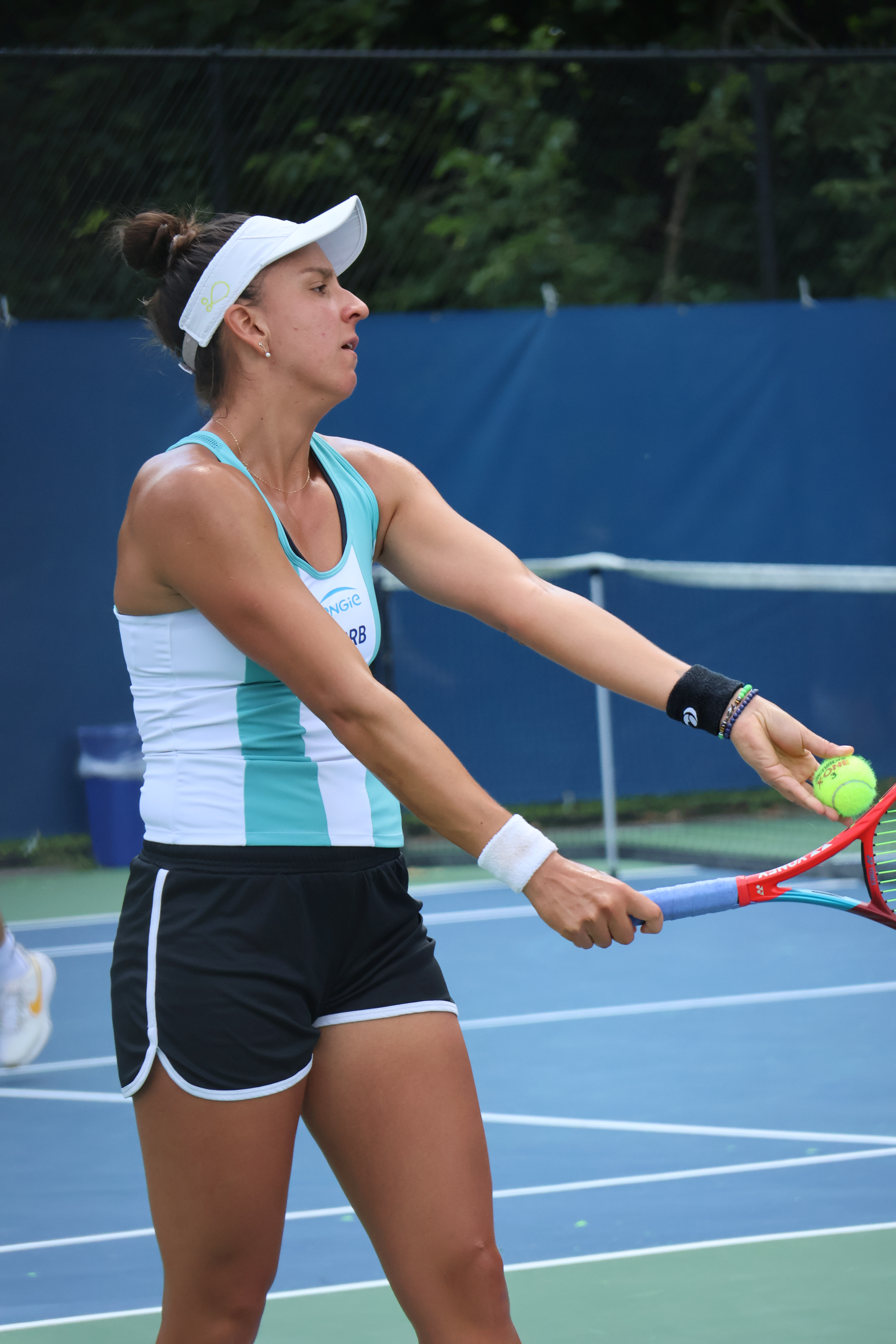
Na Washington Open 2023

Průlom do první stovky deblového žebříčku WTA učinila 5. prosince 2022, kdy se po triumfu ve čtyřhře na 60tisícovém turnaji ITF Aberto da República v rodném Riu posunula ze 108. na 96. místo. O týden dříve si odvezla premiérový titul ze série WTA 125 poté, co s krajankou Luisou Stefaniovou ovládly Montevideo Open 2022. Ve finále zdolaly Američanku Quinn Gleasonovou s Francouzkou Elixane Lechemiovou. V sezóně 2023 si po boku Lidzije Marozavové zahrála úvodní dvě deblová finále na okruhu WTA Tour. Z prvního z nich na Morocco Open 2023 odešly poraženy od Santamariové a Sizikovové, s níž v Rabatu odehrála předchozí ročník. Na travnatém Bad Homburg Open již závěrečný duel zvládly. Po výhře nad japonsko-rumunskou dvojici Hozumiová a Niculescuová vybojovala premiérový titul. Bodový zisk ji v červenci 2023 posunul do elitní světové šedesátky deblové klasifikace.
Na grandslamu debutovala čtyřhrou French Open 2023, do níž s Irynou Šymanovičovou zasáhly až jako náhradnice. Ve druhém kole podlehly třetím nasazeným Hunterové s Mertensovou. Také do Wimbledonu 2023 nastoupily s Marozavovou z pozice náhradnic. Ve třetí fázi nezvládly utkání s Kalašnikovovou a Šymanovičovou, s níž odehrála předchozí pařížský grandslam. Kategorie WTA 1000  se poprvé zúčastnila srpnovým National Bank Open 2023 v Montréalu. Časnou porážku jim přivodily pozdější vítězky turnaje Aojamová se Šibaharaovou z Japonska. Na říjnové „tisícovce“, pekingském China Open 2023, postoupila v páru s Luisou Stefaniovou do semifinále, když vyřadily druhou světovou dvojici Coco Gauffová a Jessica Pegulaová. Po skončení se poprvé v kariéře posunula do elitní padesátky deblového žebříčku, kterou uzavírala na 50. místě.

## Finále na okruhu WTA Tour

### Čtyřhra: 3 (2–1)
| Legenda            |
| ------------------ |
| Grand Slam (0)     |
| Turnaj mistryň (0) |
| WTA 1000 (0)       |
| WTA 500 (0)        |
| WTA 250 (2–1)      |

| Stav       | č. | datum         | turnaj               | kategorie | povrch | spoluhráčka        | soupeřky ve finále                   | výsledek         |
| ---------- | -- | ------------- | -------------------- | --------- | ------ | ------------------ | ------------------------------------ | ---------------- |
| Finalistka | 1. | květen 2023   | Rabat, Maroko        | WTA 250   | antuka | Lidzija Marozavová | Sabrina Santamariová Jana Sizikovová | 6–3, 1–6, [8–10] |
| Vítězka    | 1. | červen 2023   | Bad Homburg, Německo | WTA 250   | tráva  | Lidzija Marozavová | Eri Hozumiová Monica Niculescuová    | 6–0, 7–6(7–3)    |
| Vítězka    | 2. | listopad 2024 | Mérida, Mexiko       | WTA 250   | tvrdý  | Quinn Gleasonová   | Magali Kempenová Lara Saldenová      | 6–4, 6–4         |

## Finále série WTA 125

### Čtyřhra: 4 (2–2)
| Legenda       |
| ------------- |
| WTA 125 (2–2) |

| Stav       | č. | datum         | turnaj                 | povrch | spoluhráčka        | soupeřky ve finále                       | výsledek              |
| ---------- | -- | ------------- | ---------------------- | ------ | ------------------ | ---------------------------------------- | --------------------- |
| Vítězka    | 1. | listopad 2022 | Montevideo, Uruguay    | antuka | Luisa Stefaniová   | Quinn Gleasonová Elixane Lechemiová      | 7–5, 6–7(6–8), [10–6] |
| Finalistka | 1. | listopad 2024 | Parma, Itálie          | antuka | Elixane Lechemiová | Anna Danilinová Irina Chromačovová       | 1–6, 2–6              |
| Finalistka | 2. | srpen 2024    | Barranquilla, Kolumbie | tvrdý  | Ingrid Martinsová  | Jessica Faillová Hiroko Kuwatová         | 6–4, 6–7(2–7), [7–10] |
| Vítězka    | 2. | září 2024     | Montreux, Švýcarsko    | antuka | Ingrid Martinsová  | María Lourdes Carléová Simona Waltertová | 6–3, 4–6, [10–7]      |

## Tituly na okruhu ITF
| Dotace turnajů okruhu ITF | Dotace turnajů okruhu ITF |
| ------------------------- | ------------------------- |
| 100 000 $ tournaments     | 80 000 $ tournaments      |
| 60 000 $ tournaments      | 40 000 $ tournaments      |
| 25 000 $ tournaments      | 15 000 $ tournaments      |
| 10 000 $ tournaments      | —                         |

### Dvouhra (4 tituly)
| Č. | datum         | turnaj         | povrch | poražená finalistka      | výsledek           |
| -- | ------------- | -------------- | ------ | ------------------------ | ------------------ |
| 1. | červenec 2019 | Cancún, Mexiko | tvrdý  | Thaisa Grana Pedrettiová | 7–6(7–3), 7–6(7–4) |
| 2. | srpen 2019    | Cancún, Mexiko | tvrdý  | Emilie Lindh             | 6–1, 6–3           |
| 3. | leden 2020    | Cancún, Mexiko | tvrdý  | Taylor Ngová             | 6–3, 6–2           |
| 4. | únor 2020     | Cancún, Mexiko | tvrdý  | Verena Melissová         | 6–7(7–4), 7–5, 6–4 |

### Čtyřhra (11 titulů)
| Č.  | datum         | turnaj                       | povrch | spoluhráčka                | poražené finalistky                       | výsledek            |
| --- | ------------- | ---------------------------- | ------ | -------------------------- | ----------------------------------------- | ------------------- |
| 1.  | březen 2015   | Ribeirão Preto, Brazílie     | antuka | Valerija Strachovová       | Melina Ferrerová Carla Lucerová           | 6–0, 6–3            |
| 2.  | červenec 2016 | Campos do Jordão, Brazílie   | tvrdý  | Laura Pigossiová           | Maria-Fernanda Alvesová Luisa Stefaniová  | 6–3, 3–6, [10–8]    |
| 3.  | červenec 2017 | Campos do Jordão, Brazílie   | tvrdý  | Camila Giangreco Campizová | Nathaly Kurataová Rebeca Pereirová        | 6–3, 7–6(7–1)       |
| 4.  | červenec 2019 | Cancún, Mexiko               | tvrdý  | Eduarda Piaiová            | Angela Kulikovová Rianna Valdesová        | 6–7(1), 7–5, [11–9] |
| 5.  | únor 2020     | Cancún, Mexiko               | tvrdý  | Thaisa Grana Pedrettiová   | Eleonore Tčakarovová Verginie Tčakarovová | 6–2, 6–2            |
| 6.  | září 2020     | Figueira da Foz, Portugalsko | tvrdý  | Beatriz Haddad Maiová      | Jacqueline Cabaj Awadová Inês Murtová     | 7–5, 6–1            |
| 7.  | březen 2021   | Antalya, Turecko             | antuka | Jessie Aneyová             | Čang Su-džong Pak So-hjon                 | 6–2, 6–2            |
| 8.  | červenec 2021 | Almada, Portugalsko          | tvrdý  | Olga Parres Azcoitiová     | Océane Babelová Lucie Nguyen Tanová       | 4–6, 6–3, [10–8]    |
| 9.  | srpen 2021    | Monastir, Tunisko            | tvrdý  | Jazmín Ortenziová          | Sakura Hondová Juka Hosokiová             | 6–2, 6–0            |
| 10. | prosinec 2022 | Rio de Janeiro, Brazílie     | antuka | Francisca Jorgeová         | Anna Rogersová Christina Roscaová         | 6–4, 6–3            |
| 11. | duben 2023    | Oeiras, Portugalsko          | antuka | Fernanda Contrerasová      | Jesika Malečková Renata Voráčová          | 6–3, 6–2            |